# Манюхино
Манюхино — деревня в городском округе Мытищи Московской области России. Население — 99 чел. (2010).

## География
Расположена на севере Московской области, в восточной части Мытищинского района, примерно в 12 км к северу от центра города Мытищи и 14 км от Московской кольцевой автодороги, у Акуловского водоканала, рядом с Пяловским и Учинским водохранилищами системы канала имени Москвы.
В деревне 17 улиц, 1 переулок, приписано 5 садоводческих товариществ. Связана автобусным сообщением с районным центром. Ближайшие населённые пункты — деревни Пруссы, Ульянково и Юдино.

## Население
| 1852 | 1859 | 1890 | 1899 | 1926 | 2002 | 2010 |
| ---- | ---- | ---- | ---- | ---- | ---- | ---- |
| 148  | ↗155 | →155 | ↗216 | ↗260 | ↘103 | ↘99  |

## История
В середине XIX века деревня относилась ко 2-му стану Московского уезда Московской губернии и принадлежала графу Шереметеву, в деревне было 26 дворов, крестьян 74 души мужского пола и 74 души женского.
В «Списке населённых мест» 1862 года — владельческая деревня 2-го стана Московского уезда по левую сторону Ольшанского тракта (между Ярославским шоссе и Дмитровским трактом), в 25 верстах от губернского города и 7 верстах от становой квартиры, при пруде и колодце, с 22 дворами и 155 жителями (77 мужчин, 78 женщин).
По данным на 1899 год — деревня Троицкой волости Московского уезда с 216 жителями и земским училищем.
В 1913 году — 43 двора, земское училище и кредитное товарищество.
По материалам Всесоюзной переписи населения 1926 года — деревня Юдинского сельсовета Пушкинской волости Московского уезда в 6,5 км от Болтинского шоссе и 7,5 км от станции Клязьма Северной железной дороги, проживало 260 жителей (117 мужчин, 143 женщины), насчитывалось 56 хозяйств, из которых 54 крестьянских, имелась школа.
С 1929 года — населённый пункт в составе Пушкинского района Московского округа Московской области. Постановлением ЦИК и СНК от 23 июля 1930 года округа как административно-территориальные единицы были ликвидированы.
Административная принадлежность
1929—1954 гг. — центр Манюхинского сельсовета Пушкинского района.
1954—1955 гг. — деревня Жостовского сельсовета Пушкинского района.
1955—1963, 1965—1994 гг. — деревня Жостовского сельсовета Мытищинского района.
1963—1965 гг. — деревня Жостовского сельсовета Мытищинского укрупнённого сельского района.
1994—2006 гг. — деревня Жостовского сельского округа Мытищинского района.
2006—2015 гг. — деревня городского поселения Пироговский Мытищинского района.